# Байсеїтова Куляш Жасимівна
Куляш Жасимівна Байсеї́това (каз. Күләш Жасынқызы Байсейітова; справжнє ім'я — Гульбахрам; нар. 2 травня 1912, Вєрний — пом. 6 червня 1957, Москва) — казахська радянська оперна співачка (лірико-колоратурне сопрано). Дружина режисера і драматурга Канабека Байсеїтова, мати балерини Раушан Байсеїтової.

## Біографія
Народилася 19 квітня [2 травня] 1912 року в місті Вєному (нині Алмати, Казахстан). Протягом 1925—1928 років навчалася в педагогічному технікумі Інституту просвіти в Алма-Аті, брала активну участь у музичній самодіяльності. У 1930 році прийнята в Казахський драматичний театр статисткою. В 1934 році увійшла до складу трупи Музичного театру (нині Казахський державний академічний театр опери та балету імені Абая). Зайсалась співом в навчальній студії театру у К. Діанті та В. Смисловської. Обиралась депутатом Верховної Ради Казахської РСР 1—4 скликань (1938—1959 роки).
В роки німецько-радянської війни виїзджала на фронт у складі концертної бригади. Член ВКП(б) з 1943 року. Померла 6 червня 1957 року у Москві. Похована в Алмати на Центральному кладовищі.

## Творчість
Перша виконавиця партій:
- Киз-Жибек, Хадіші, Акжунус, Айші, Сайри («Киз-Жибек», «Жалбир», «Єр-Таргін», «Золоте зерно», «Гвардія, вперед!» Євгена Брусиловського);
- Зере («Бекет» Олександра Ручйова);
- Ажар («Абай» Ахмета Жубанова та Латифа Хаміді);
- Сари («Біржан і Сара» Мукана Тулебаєва).

Вперше на казахській оперній сцені виконала партії класичного репертуару:
- Тетяна («Євгеній Онєгін» Петра Чайковського);
- Тамара («Демон» Антона Рубінштейна);
- Чіо-Чіо-сан («Мадам Баттерфляй» Джакомо Пуччіні).

Виступала як концертна співачка. Виконувала казахські та російські народні пісні, твори російський, радянських та західноєвропейських композиторів.

## Відзнаки[1]
- Заслужена артистка Казахської РСР з 1934 року;
- Орден Трудового Червоного Прапора (1936);
- Народна артистка СРСР з 6 вересня 1936 року;
- Медаль «За доблесну працю у Великій Вітчизняній війні 1941—1945 рр.»;
- Орден Леніна (1945);
- Сталінська премія (1948; за концертно-виконавчу діяльність);
- Сталінська премія (1949; за виконання головної партії в оперній виставі «Біржан та Сара»).

## Вшанування

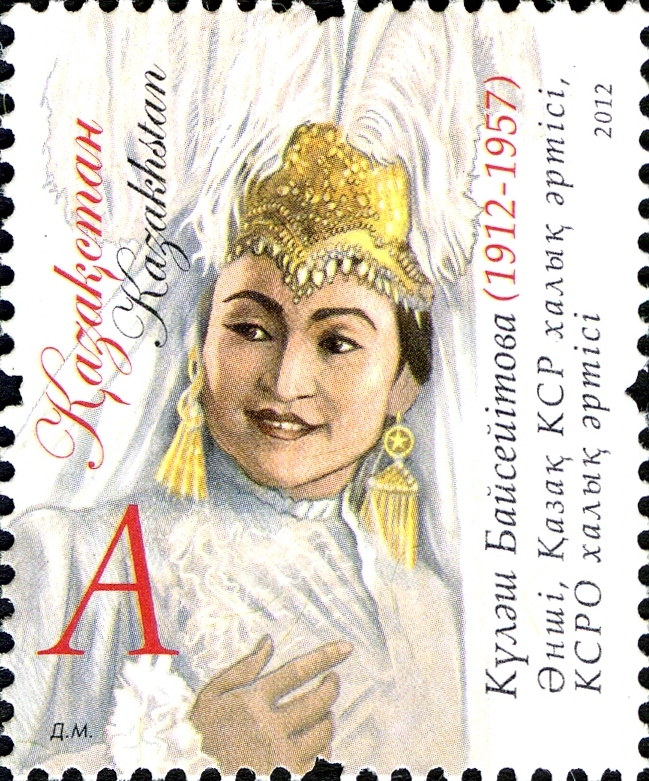
Поштова марка.

- Ім'я Куляш Байсеїтової носить Національний театр опери і балету Казахстану в Астані[1];
- Її іменем названі вулиці в Алмати та Астані[1];
- 15 вересня 2011 року у сквері біля музичної школи її імені в Алмати напередодні 100-річчя співачки ій встановлено бронзовий пам'ятник[2];
- 2012 року Қазпошта випустила поштові марки присвячені 100-річчю співачки.